# Process Monitor
Process Monitor — бесплатная утилита для 32-битных и 64-разрядных операционных систем Microsoft Windows, разработанная Sysinternals, и затем приобретённая Microsoft Corporation, которая объединила в себе сразу 2 утилиты, FileMon (мониторинг файловой системы) и RegMon (мониторинг реестра), и предоставляет пользователям мощный инструмент для мониторинга файловой системы, системного реестра, а также всех процессов в оперативной памяти в реальном времени.

## Описание
Process Monitor контролирует и следит за всей работой операционной системы и отображает все происходящие процессы, работающие библиотеки, различные драйвера устройств, а также все изменения, происходящие с файлами, и выводит сообщение об их удалении или открытии.
Включает в себя инструмент для мониторинга системного реестра и показывает, какие программы обращаются к нему (какие ключи читают и пытаются в них что-либо записать).
С помощью Process Monitor можно искать и отслеживать неполадки в системе, а также вредоносные программы. Ко всему прочему, утилита может предоставить детальную информацию о каждом процессе, какой пользователь её запустил или полный путь к каталогу. Process Monitor может обрабатывать миллионы процессов, а весь журнал событий сохранить в файл до 1 гигабайта.